# Jean-Louis Panicacci
Jean-Louis Panicacci est un historien français, professeur d'histoire géographie au lycée d'Antibes puis maître de conférences en histoire contemporaine à l'université de Nice, spécialiste de la Seconde Guerre mondiale dans les Alpes-Maritimes. Il a soutenu sa thèse de 3e cycle en histoire à l'Université de Nice en 1970, sous la direction d'André Nouschi, sur Nice pendant la Seconde Guerre mondiale, de l'occupation italienne à la fin de la guerre (11 novembre 1942-1er novembre 1945). Auteur d'ouvrages de référence sur la Seconde Guerre mondiale, l'Occupation et la Résistance dans le sud de la France, il a publié plusieurs articles dans les  Cahiers de la Méditerranée, dont il est membre du comité de rédaction.

## Publications

### Ouvrages
- Les Juifs de Saint-Martin-Vésubie, Paris, Presses Universitaires de France, 1983 (OCLC 11545812).
- Les Communistes italiens dans les Alpes-Maritimes (1939-1945), Milano, 1985 (OCLC 78497405).
- La Résistance azuréenne, Éditions Serre, 1994  (ISBN 2864102110).
- Les Alpes-Maritimes de 1939 à 1945 - Un département dans la tourmente, Éditions Serre, 1996  (ISBN 2864101343).
- Les lieux de mémoire - De la deuxième guerre mondiale dans les Alpes-Maritimes, Éditions Serre (1997)  (ISBN 2864102722)
- L'Occupation italienne – Sud-Est de la France, juin 1940-septembre 1943, Paris, Presses universitaires de Rennes, coll. « Histoire », 2010, 440 p.  (ISBN 978-2753511262).
- En territoire occupé, Italiens et Allemands à Nice 1942-1944, Éditions Vendémiaire, 2012.

### Articles
- Jean-Louis Panicacci, « Les territoires occupés par les forces armées italiennes, juin 1940-novembre 1942 », Histoire(s) de la Dernière Guerre, no 6,‎ juillet 2010.